# Episodi di Squadra Speciale Colonia (diciassettesima stagione)
La diciassettesima stagione della serie televisiva Squadra speciale Colonia è stata trasmessa tra il 2018 e il 2019 sul canale tedesco ZDF.
| N° | Titolo originale           | Titolo in italiano | Prima TV Germania | Prima TV Italia |
| -- | -------------------------- | ------------------ | ----------------- | --------------- |
| 1  | Adrenalin                  |                    | 25 settembre 2018 |                 |
| 2  | Kinder aus gutem Hause     |                    | 2 ottobre 2018    |                 |
| 3  | Die Weindetektivin         |                    | 9 ottobre 2018    |                 |
| 4  | Blut ist dicker als Wasser |                    | 16 ottobre 2018   |                 |
| 5  | Tod des Feminismus         |                    | 23 ottobre 2018   |                 |
| 6  | Der Schuss                 |                    | 30 ottobre 2018   |                 |
| 7  | Der Tote im Tank           |                    | 6 novembre 2018   |                 |
| 8  | Nestbeschmutzer            |                    | 13 novembre 2018  |                 |
| 9  | Tod im Team                |                    | 20 novembre 2018  |                 |
| 10 | Eine wunderbare Familie    |                    | 27 novembre 2018  |                 |
| 11 | Die Boule-Bande            |                    | 4 dicembre 2018   |                 |
| 12 | Tödliche Tattoos           |                    | 11 dicembre 2018  |                 |
| 13 | Rocky                      |                    | 18 dicembre 2018  |                 |
| 14 | Schuld                     |                    | 8 gennaio 2019    |                 |
| 15 | Außer Dienst               |                    | 15 gennaio 2019   |                 |
| 16 | Hitze                      |                    | 22 gennaio 2019   |                 |
| 17 | Kuckuckskinder             |                    | 29 gennaio 2019   |                 |
| 18 | Heilige Maria              |                    | 5 febbraio 2019   |                 |
| 19 | Der Mann im Brunnen        |                    | 12 febbraio 2019  |                 |
| 20 | Liebesengel                |                    | 19 febbraio 2019  |                 |
| 21 | Blackout                   |                    | 26 febbraio 2019  |                 |
| 22 | Benni                      |                    | 5 marzo 2019      |                 |
| 23 | Endstation Sehnsucht       |                    | 12 marzo 2019     |                 |
| 24 | Richtfest                  |                    | 19 marzo 2019     |                 |
| 25 | Unter Freunden             |                    | 26 marzo 2019     |                 |